# Les Bains des Docks
Les Bains des Docks désignent un complexe aquatique de la ville du Havre en Seine-Maritime, France.
Conçu par les ateliers de l'architecte Jean Nouvel (Mirco Tardio, Julie Fernandez, Felix Medina), et mis en lumière par Odile Soudant, le bâtiment est inauguré le 17 juillet 2008.
D'une surface totale de plus de 5 000 m2 (dix bassins, dont un bassin olympique en extérieur), il s'inspire du concept des thermes romains.
Sa construction nécessite deux ans de chantier et coûte 22,4 millions d'euros.
Souffrant dès les premières semaines d'ouverture de nombreuses malfaçons (mosaïques décollées, infiltrations d'eau, fissurations...), le site est fermé pour travaux le 6 janvier 2013, pour une période de huit mois et un coût supplémentaire de sept millions €. La réouverture est annoncée pour le 7 août 2013 et les travaux de réfection coûtent 7,8 millions d'euros. Depuis la réouverture du site en 2013, la fréquentation est en forte hausse : 321 611 entrées en 2014 contre 294 026 entrées en 2011 (meilleure année en termes de fréquentation). Les sols repris en totalité donnent pleinement satisfaction et l'esthétique des lieux a été préservée. La CODAH a confié en juillet 2013 pour la deuxième fois et pour 7 ans la gestion du centre à la société Vert Marine, société leader dans la gestion déléguée de centres aquatiques et patinoires en France. 
La gestion des bains des docks est désormais confiée à Prestalis[réf. nécessaire].  
En juin 2018, quelques jours avant la date anniversaire des 10 ans du complexe aquatique, The Telegraph fait figurer les Bains des Docks parmi les piscines urbaines les plus cools du monde.

## Description
Le projet s'inscrit dans un vaste programme de revitalisation du port du Havre. La nouvelle marina accueille le complexe aquatique formée d'une piscine à ciel ouvert de 50 m, une piscine intérieure et des installations de balnéothérapie.
Derrière une façade sombre, des espaces intérieurs sont constitués d'éléments géométriques blancs, avec des coupes et des vues sur les autres espaces.
La zone de baignade pour les enfants présente un coin repos d'un rouge vif qui contraste avec le blanc prédominant des autres environnements. 